# Pelican Books
Pelican Books es un sello editorial de no ficción de Penguin Books. Fundado en 1937, Pelican Books combinó temas relevantes con una prosa clara, creando libros de bolsillo económicos para una amplia audiencia. Antes de ser descontinuada en 1984, Pelican Books publicó miles de libros accesibles que cubrían una amplia gama de temas, desde música clásica, pasando por política contemporánea, hasta biología molecular y arquitectura. Se relanzó en abril de 2014, y los primeros cinco títulos aparecieron en mayo de ese año.

## Pelican Books, 1937-1984

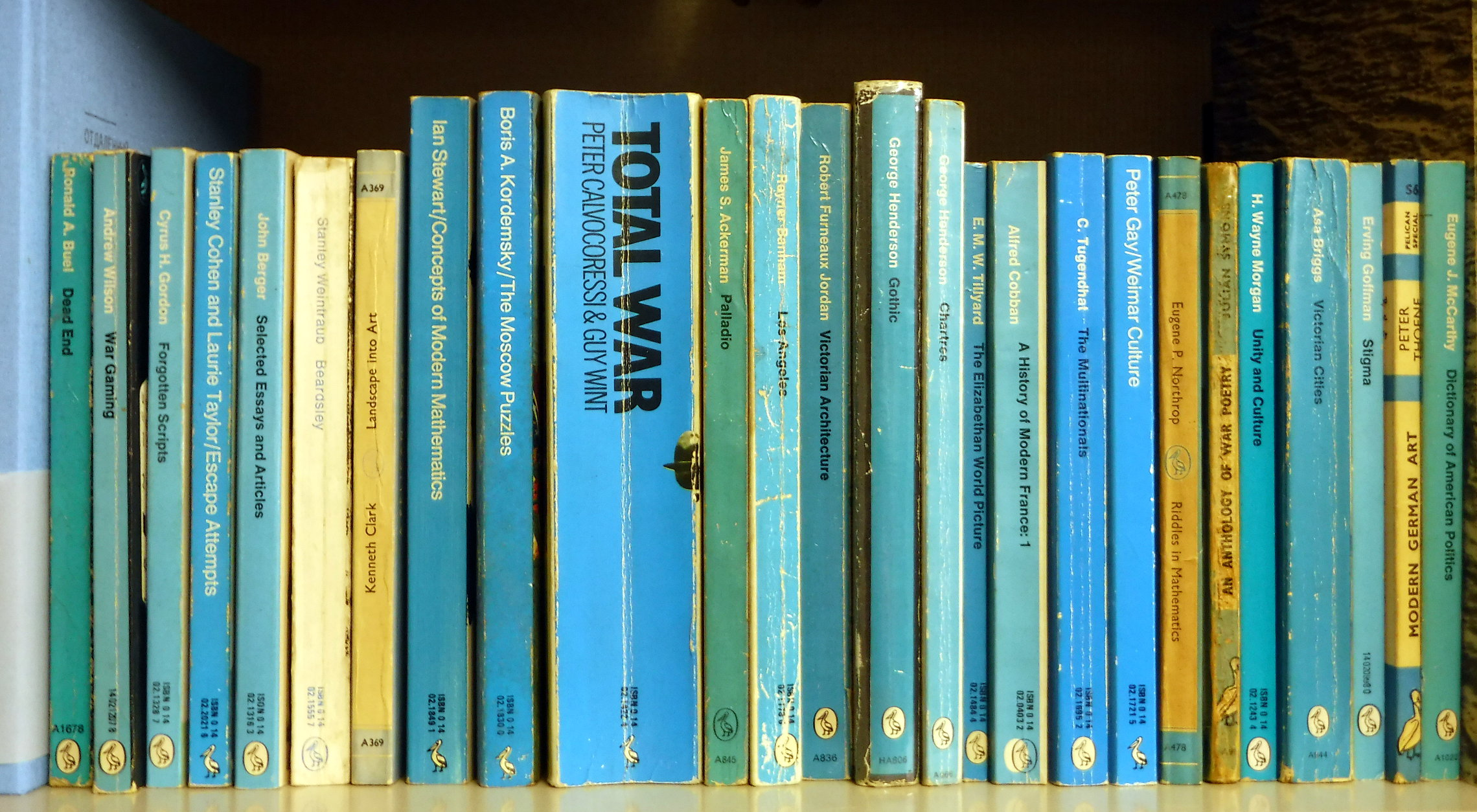
Lomos de varios libros de Pelican. Véase los dos formatos comunes: el original más pequeño y el más grande creado posteriormente. Entre estos últimos, la copia del Gothic de George Henderson es, inusualmente, una tapa dura, como primer libro encuadernado.

Pelican Books se estableció en 1937 como un sello de no ficción para libros de bolsillo intelectuales de bajo costo. El fundador Allen Lane escribió: Nosotros… creímos en la existencia en este país de un gran público lector de libros inteligentes a bajo precio, y apostamos todo por ellos. Pelican redujo las barreras tradicionales al conocimiento vendiendo libros al precio de un paquete de cigarrillos. Estos libros se hicieron especialmente populares entre la generación autodidacta de la posguerra, y The Guardian incluso llamó a Pelican una «universidad informal para los británicos de los años 50». The Spectator informó: Si tiene algún sentido decir que la cultura del mundo debería ser accesible para todos sin distinciones de riqueza, estas publicaciones están contribuyendo a que sea verdad.
Durante sus primeras décadas, a cada Pelican regular se le dio un número que comenzaba con «A». «A1» y «A2» eran los dos volúmenes del recientemente aumentado Manual de socialismo y capitalismo para mujeres inteligentes de George Bernard Shaw; estos fueron solo dos de los nueve volúmenes publicados en mayo de 1937, siendo los otros Last and First Men de Olaf Stapledon; Digging up the Past de Leonard Woolley; A Short History of the World (publicado anteriormente en Penguin) de H. G. Wells; Practical Economics de G.D.H. Cole; Essays in Popular Science de Julian Huxley; The Floating Republic de Bonamy Dobrée y G.E. Manwaring; A History of the English People in 1815, vol. 1 de Élie Halévy.
Pelican publicó a muchos de los principales intelectuales del siglo XX, incluidos el historiador Eric Hobsbawm, el crítico literario Boris Ford, el filósofo Alfred Jules Ayer y el periodista Jacob Bronowski. Otros libros clásicos de Pelican incluyen Tótem y tabú, The Eighteen Nineties, An Introduction to Modern Architecture, Coming of Age in Samoa, Pelican History of England, The Pelican Guide to English Literature y Childhood in Society. Los primeros en apoyar los esfuerzos de Pelican incluían a George Orwell, H. G. Wells, George Bernard Shaw y J. B. Priestley.
El sello publicó libros sobre miles de temas y se convirtió en un fenómeno mundial. La serie vendió más de 250 000 000 (doscientos cincuenta millones) de copias en todo el mundo durante sus casi 50 años. Aunque Pelican se suspendió en 1984, los libros originales continúan siendo coleccionados en todo el mundo y apreciados por sus icónicas portadas de color azul brillante.

### Pelican Specials
De 1938 a 1940, algunos libros de la serie Penguin Specials (y por ello se les dio números que comenzaban con «S») recibieron cubiertas azules y se etiquetaron como Pelican Specials. El primero fue Ballet de Arnold Haskell (S5, julio de 1938; en 1945 reeditado como Pelican, A122).

## Pelican History of Art
Las series de tapa dura de la Historia del Arte Pelican (Pelican History of Art) se publicaron desde mayo de 1953, con Painting in Britain: 1530–1790 de K. Ellis Waterhouse. A los libros de la serie se les asignó numeración que comenzaba con «Z». La serie finalmente fue cedida a Yale University Press.

## Relanzamiento
Pelican Books se relanzó en mayo de 2014, nuevamente con el objetivo de proporcionar no ficción accesible y económica para lectores no especializados. Los primeros cinco libros consistieron en introducciones a temas que iban desde la economía hasta la Rusia revolucionaria, escritos por autoridades seleccionadas por la editorial. Estos se publicaron en mayo de 2014, y cada año se agregarán cinco títulos más.
Los primeros cinco libros fueron:
Economics: The User’s Guide de Ha-Joon Chang
El autor era, en el momento de la publicación, académico (reader) de Economía Política del Desarrollo en la Universidad de Cambridge.
Human Evolution de Robin Dunbar
Una visión general de la evolución humana, y especialmente de los cambios sociales y cognitivos que dieron origen a los humanos modernos, por el antropólogo y psicólogo evolutivo británico.
Revolutionary Russia de Orlando Figes
Un breve libro sobre aquel período de la historia rusa, por un profesor de Historia en Birkbeck College.
The Domesticated Brain de Bruce Hood
Una revisión de la intersección entre neurociencia y psicología, por un psicólogo experimental británico.
Greek and Roman Political Ideas de Melissa Lane
Una introducción a la filosofía política en la Antigua Grecia y Roma, por una profesora de política de la Universidad de Princeton.
El relanzamiento también incluyó una línea de camisetas Pelican. Estas se crearon en colaboración con la marca de ropa independiente de Londres, Super Superficial, y se venden en su tienda y en línea.